# قره‌گل (چاراویماق)
قره‌گل یکی از روستاهای استان آذربایجان شرقی است که در دهستان ورقه بخش مرکزی شهرستان چاراویماق واقع شده‌است.این روستا ۵۳ نفر جمعیت دارد.